# Star Wars: Dark Forces
Star Wars: Dark Forces – komputerowa strzelanka pierwszoosobowa osadzona w świecie Gwiezdnych wojen, wyprodukowana przez LucasArts. Gra została wydana przez to samo przedsiębiorstwo w 1995  na platformach MS-DOS i Mac OS oraz w 1996 na PlayStation. Dark Forces jest pierwszą grą z serii Star Wars: Jedi Knight.
W 2024 ukazała się odświeżona wersja gry pt. Star Wars: Dark Forces Remaster, stworzona i wydana przez Nightdive Studios na platformach Microsoft Windows, PlayStation 4, PlayStation 5, Xbox One, Xbox Series X/S i Nintendo Switch.

## Rozgrywka
Gracz steruje poczynaniami rebelianckiego najemnika – Kyle’a Katarna. W pierwszej misji jego zadaniem jest zdobycie tajnych planów Gwiazdy Śmierci – stacji bojowej Imperium, zdolnej niszczyć całe planety. W kolejnych misjach Kyle Katarn wpada na trop Mrocznych Szturmowców – tytułowych Mrocznych Sił Lorda Vadera, które stanowią spore zagrożenie dla całej galaktyki.
Na kilkunastu poziomach gracz zajmuje się głównie infiltracją imperialnych baz, pokonywaniem kolejnych szturmowców oraz zdobywaniem przedmiotów potrzebnych do ukończenia gry. Graczowi dano do dyspozycji różnego rodzaju uzbrojenie znane z filmowego uniwersum, na przykład imperialny karabin E-11 czy termiczny detonator, a także nowe rodzaje broni, takie jak pistolet blasterowy Bryar, karabin samopowtarzalny, moździerz czy karabin wstrząsowy.
Gra opiera się na własnym silniku graficznym o nazwie Jedi, dzięki któremu gracz ma możliwość spoglądania zarówno w górę, jak i w dół, strzelając do przeciwników umiejscowionych na wyższych i niższych piętrach budowli.

## Produkcja
Prace nad grą rozpoczęły się we wrześniu 1993 roku, w czasie, gdy gatunek strzelanek pierwszoosobowych zyskiwał na popularności, głównie za sprawą przełomowego dla branży Wolfensteina 3D (1992), od którego pojawił się pomysł na stworzenie strzelanki osadzonej w uniwersum Gwiezdnych wojen. Twórcy chcieli zaadaptować format FPS na potrzeby gry przygodowej. Aby to zrobić, wprowadzili zagadki i linię fabularną w uniwersum Gwiezdnych wojen. Pierwotnie Luke Skywalker miał być głównym bohaterem gry, jednak twórcy zdali sobie sprawę, że spowoduje to dodatkowe ograniczenia w rozgrywce i fabule. Zamiast tego stworzono nową postać, Kyle’a Katarna.

## Odbiór
Gra Star Wars: Dark Forces w wersjach na komputery osobiste i Macintoshe została bardzo pozytywnie przyjęta przez krytyków. Przyrównywano ją do Dooma – znaczącej i wówczas bardzo popularnej gry należącej do tego samego gatunku (FPS), przy czym wskazywano na spore postępy technologiczne Dark Forces względem wspomnianej gry. Słowa krytyki spadły na zbyt krótki czas rozgrywki oraz brak trybu gry wieloosobowej.
Steven Kent z „The Seattle Times” stwierdził, że główne elementy rozgrywki czynią grę atrakcyjną dla większości graczy i nie tylko dla fanów Gwiezdnych wojen. Kent uznał osadzenie gry w tym uniwersum jednym z mocniejszych punktów owej gry. Napisał on także: „mimo że większość lokalizacji została zaprojektowana na potrzeby gry, poziomy zostały w pełni zbudowane w duchu Gwiezdnych wojen”.
Rozgrywka w Dark Forces została opisana przez krytyków jako pełna wyzwań i spotkała się z pochwałami z ich strony. Ron Dulin z „GameSpotu” szczególną uwagę zwrócił na zagadki zawarte w grze, pisząc: „poziomy są różnorodne i pomysłowe wraz ze sporą liczbą łamigłówek pozostawionych przez twórców pomiędzy tobą a twoim celem. O ile potrafią one być momentami frustrujące, tak rozmaite przeszkody umieszczone w grze czynią ten tytuł bardziej wymagającym niż przeciętna gra”.
Grafika i udźwiękowienie gry także zostały docenione, przy czym uznawano, że ułatwiają graczowi zanurzenie się w świecie gry.
Wersja na PlayStation spotkała się z mniej przychylnymi opiniami ze strony krytyków niż wersja na komputery osobiste i Macintoshe. Wersji na konsolę zarzucano brak płynności rozgrywki wywołany przez niewielką liczbę klatek na sekundę. Negatywnie wyrażano się także na temat oprawy wizualnej, którą uznano za gorszą niż ta w wersji na PC i komputery typu Macintosh. Portal GameSpot napisał: „pomimo wydajności PlayStation, która umożliwia płynną grę, Dark Forces na tym sprzęcie ma strasznie zmienną ilość klatek na sekundę”. Serwis IGN oznajmił, że „w przeciwieństwie do wersji na PC i Mac, Dark Forces w wersji na PlayStation jest bardziej ziarnista niż bochenek chleba. W dodatku wszystko jest bryłowate i rozpikselowane; nawet z daleka ściany i tekstury wyglądają jak wielkie, masywne bryły. Gorsza od grafiki jest jednak ilość klatek na sekundę, a właściwie ich brak. Stale klatkujący obraz naprawdę zabiera sporo przyjemności z gry”.

### Znaczenie
Produkcja zrewolucjonizowała ówczesną branżę gier komputerowych, wprowadzając do rozgrywki nowe elementy niedostępne w dotychczasowych grach z gatunku FPS, takie jak możliwość skakania, przykucania, pływania czy rozglądania się w pionie. Ponadto postacie Mrocznych Szturmowców, czyli imperialnych droidów bojowych z gry Dark Forces pojawiły w drugim sezonie serialu The Mandalorian (2020). Mimo że w 2014 roku, po przejęciu przez The Walt Disney Company praw do marki Gwiezdnych wojen gra Star Wars: Dark Forces została uznana za niekanoniczną, sami Mroczni Szturmowcy, dzięki występowi w The Mandalorian powrócili do kanonu.

## Star Wars: Dark Forces Remaster
28 lutego 2024 swoją premierę miała zremasterowana wersja gry pod tytułem Star Wars: Dark Forces Remaster. Za opracowanie nowej wersji odpowiadało studio Nightdive Studios, znane z odświeżenia wielu innych popularnych gier z lat 90. (m.in. System Shock i Quake). Odświeżona wersja Dark Forces opiera się o silnik KEX Engine i różni się głównie poprawioną oprawą graficzną, ulepszonym udźwiękowieniem, stworzonymi na nowo przerywnikami filmowymi, a także możliwością gry w rozdzielczościach do 4K i obsługą do 120 klatek na sekundę. Star Wars: Dark Forces Remaster został wydany na platformach Microsoft Windows, PlayStation 4, PlayStation 5, Xbox One, Xbox Series X/S oraz Nintendo Switch.